# Eisenerz

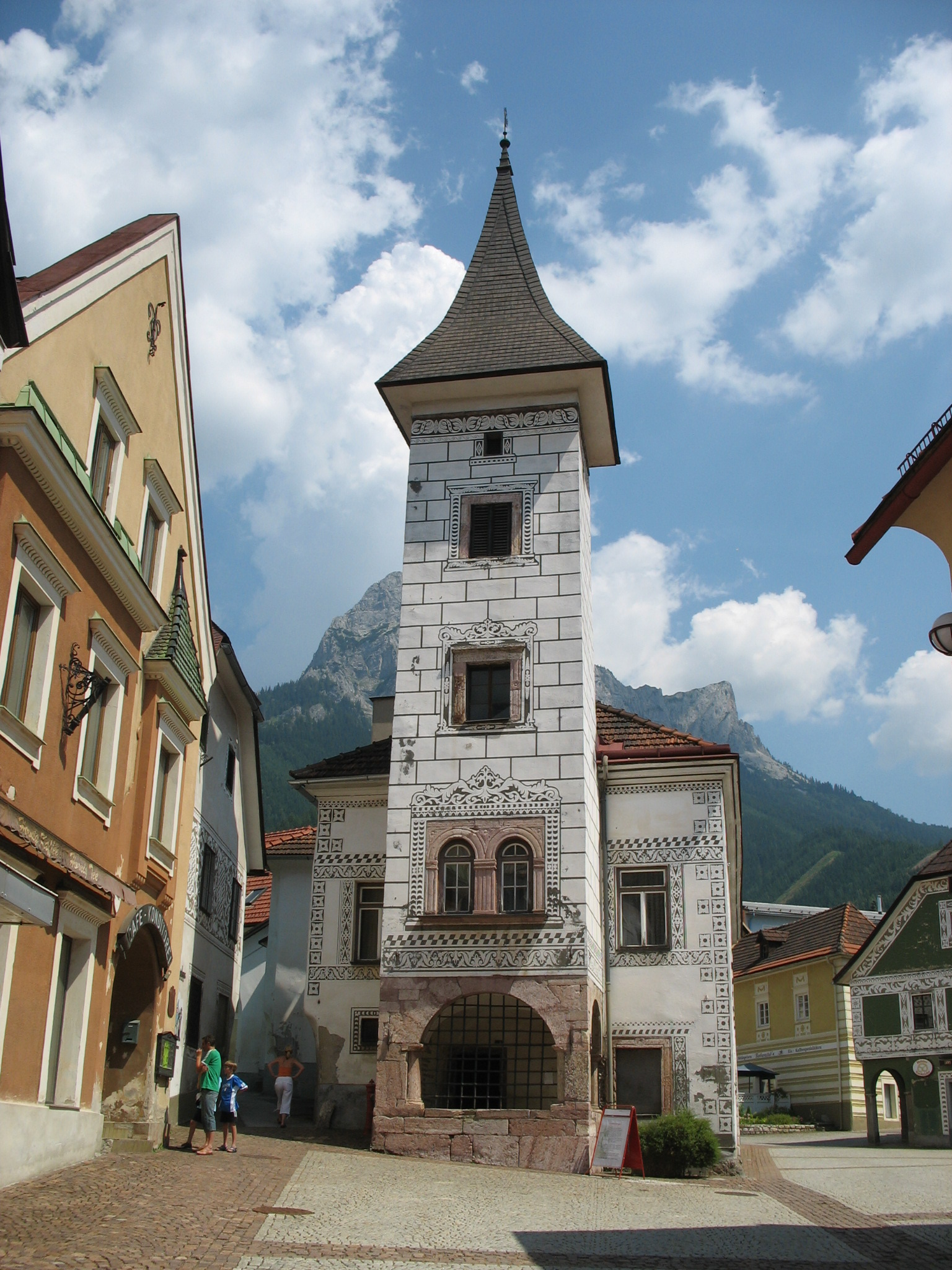
Eisenerz

Eisenerz este un oraș în Stiria, Austria, la poalele muntelui Erzberg.

## Politică
Primarul Eisenerzului se cheamă Gerhard Freiinger, membru din SPÖ.

### Consiliul
- SPÖ 17
- ÖVP 3
- Verzii 2
- KPÖ 2
- FPÖ 1